# Číčov
Číčov (węg. Csicsó) – wieś i gmina w powiecie Komárno w kraju nitrzańskim na Słowacji, sama wieś pierwszy raz wzmiankowana w 1172 roku.
W 2011 roku populacja wynosiła 1292 osoby, około 86,5% mieszkańców stanowili Węgrzy, 8,7% Słowacy.